# Каркарьян, Ваган Гайкович
Вага́н Га́йкович Каркарья́н (арм. Կարկարյան Վահան Հայկի; 22 августа 1934, Баку — 6 января 2014, Самара) — советский и российский архитектор; заслуженный архитектор РСФСР, член-корреспондент Российской Академии архитектуры и строительных наук, художник. В 1958 году окончил Московский архитектурный институт.

## Биография
Сын Гайка Аветисовича Каркарьяна.
- С 1958 — архитектор в «Горпроекте» (г. Куйбышев).
- С 1962 — член Союза архитекторов СССР.
- 1964—1988 — Председатель Правления Куйбышевской организации Союза архитекторов СССР. Избирался членом правления, членом секретариата, Секретарем Правления СА СССР. Был членом Организационного комитета по проведению Учредительного съезда СА России. Избирался членом Президиума, Секретарем СА России, Председателем Совета организаций Союза архитекторов Поволжья, членом комиссии при Совете Министров РСФСР по присуждению Государственных премий РСФСР в области архитектуры.
- 1965—1986 — заместитель директора по вопросам архитектуры института «Куйбышевгражданпроект» (г. Куйбышев).
- 1984 — Заслуженный архитектор РСФСР.
- 1986—1996 — директор института «Самарагражданпроект» (г. Самара).
- С 1994 — член-корреспондент Российской Академии Архитектуры и строительных наук, с 1996 года — профессор.
- С 1996 — профессор Самарского государственного архитектурно-строительного университета (г. Самара).

Был членом комиссии по охране памятников архитектуры Российской Академии архитектуры и строительных наук.
Скончался 6 января 2014 года. Похоронен в Самаре на Рубёжном кладбище.

## Проекты в Самаре
- Церковь Святого Креста
- Генеральный план развития города Куйбышева (совместно с Н. В. Подовинниковым, Н. И. Розановым)
- 2-я очередь набережной реки Волги (совместно с А. В. Годзевичем)
- Гостиница «Волга» (совместно с А. В. Годзевичем)
- Дом Советов (Здание администрации области, совместно с А. Г. Моргуном, В. Б. Черняком)
- Здание проектных организаций (Самарская площадь, совместно с А. Г. Моргуном, Н. А. Дегтяревым)
- Фонтан 30-летия Победы (совместно с В. А. Борисовым, художником Р. Н. Барановым)
- Дом актёра (совместно с Н. А. Красько)
- Дворец Бракосочетания (совместно с А. Н. Герасимовым)
- Застройка улицы Молодогвардейской (совместно с В. А. Голосовым, В. Н. Блохиным)
- Здание управления метрополитеном (совместно с А. Н. Герасимовым)
- Жилой дом по улице Вилоновской, 1
- Фасад и зал заседаний Самарской Губернской Думы (реконструкция)
- Аэровокзал аэропорта Курумоч (реконструкция, совместно с Г. А. Васильевым, К. В. Каркарьяном)
- 11 микрорайон северо-восточного района
- Новая серия жилых крупнопанельных домов (совместно с В. А. Борисовым)
- Гостиница по ул. Ленинградской и Чапаевской (реконструкция)
- Проект нового общегородского центра в районе Центрального парка (совместно с А. Т. Кимом, Ю. И. Мусатовым, Л. Зайцевой)
- Застройка улицы Ленинской. Памятник погибшим воинам на городском кладбище (совместно с Р. А. Аракеляном, Ю. И. Мусатовым, Ю. В. Храмовым)
- Армянская часовня (совместно с А. Мнацаканяном)
- Проект центральной части г. Куйбышева (совместно с М. А. Труфановым, И. М. Зобиной)
- Проект реконструкции Дома Промышленности (совместно с М. А. Труфановым, И. М. Зобиной, В. М. Устиновым)
- Проект Монумента Славы (совместно с М. А. Труфановым, Ю. В. Храмовым, художником Г. Г. Кикиным
- Проект жилого дома на ул. М. Горького
- Проект железнодорожного вокзала г. Самары (совместно с К. В. Каркарьяном, А. А. Маврычевым, И. А. Лаптевой)
- Проект памятника погибшим воинам (совместно с Р. А. Аракеляном, Ю. И. Мусатовым, Ю. В. Храмовым)
- Проект гостиницы (угол Ленинградской и Чапаевской, реконструкция)
- Проект общегородского центра г. Куйбышева (совместно с А. Т. Кимом, Н. А. Краснеевым, Л. А. Зайцевой)

## Награды и признание
- Заслуженный архитектор РСФСР (1984 г.),
- орден «Знак Почёта» (1986 г.),
- Золотая Пушкинская медаль,
- медаль «За преданность содружеству зодчих»,
- медаль им. И. В. Жолтовского «За выдающийся вклад в архитектурное образование»,
- Диплом «Звезда Самарской губернии» (2003 г.),
- Губернская премия в области культуры и искусства (2004 г.),
- Почётный знак Самарской городской Думы «За заслуги перед городским сообществом» (2010 г.),
- Почётная грамота Российского фонда культуры,
- Почётная грамота и нагрудный знак «За многолетний безупречный труд на благо города Самары»,
- Почётная грамота Самарской губернской Думы и многих других наград.